# Dendrobium emarginatum
Dendrobium emarginatum là một loài thực vật có hoa trong họ Lan. Loài này được J.W.Moore mô tả khoa học đầu tiên năm 1933.